# Tasiocera (Dasymolophilus) murina
Tasiocera (Dasymolophilus) murina is een tweevleugelige uit de familie steltmuggen (Limoniidae). De soort komt voor in het Palearctisch gebied.